# 姫野愛
姫野 愛（ひめの あい、1982年5月5日 - ）は、日本のAV女優。2000年代に活動した。
河瀬あゆみ、岩本あい、西沢さゆり、摩耶、豊嶋渚、大橋遥、あや、みな、みなみ、MIKIの名義でも作品を出している。

## 来歴・人物

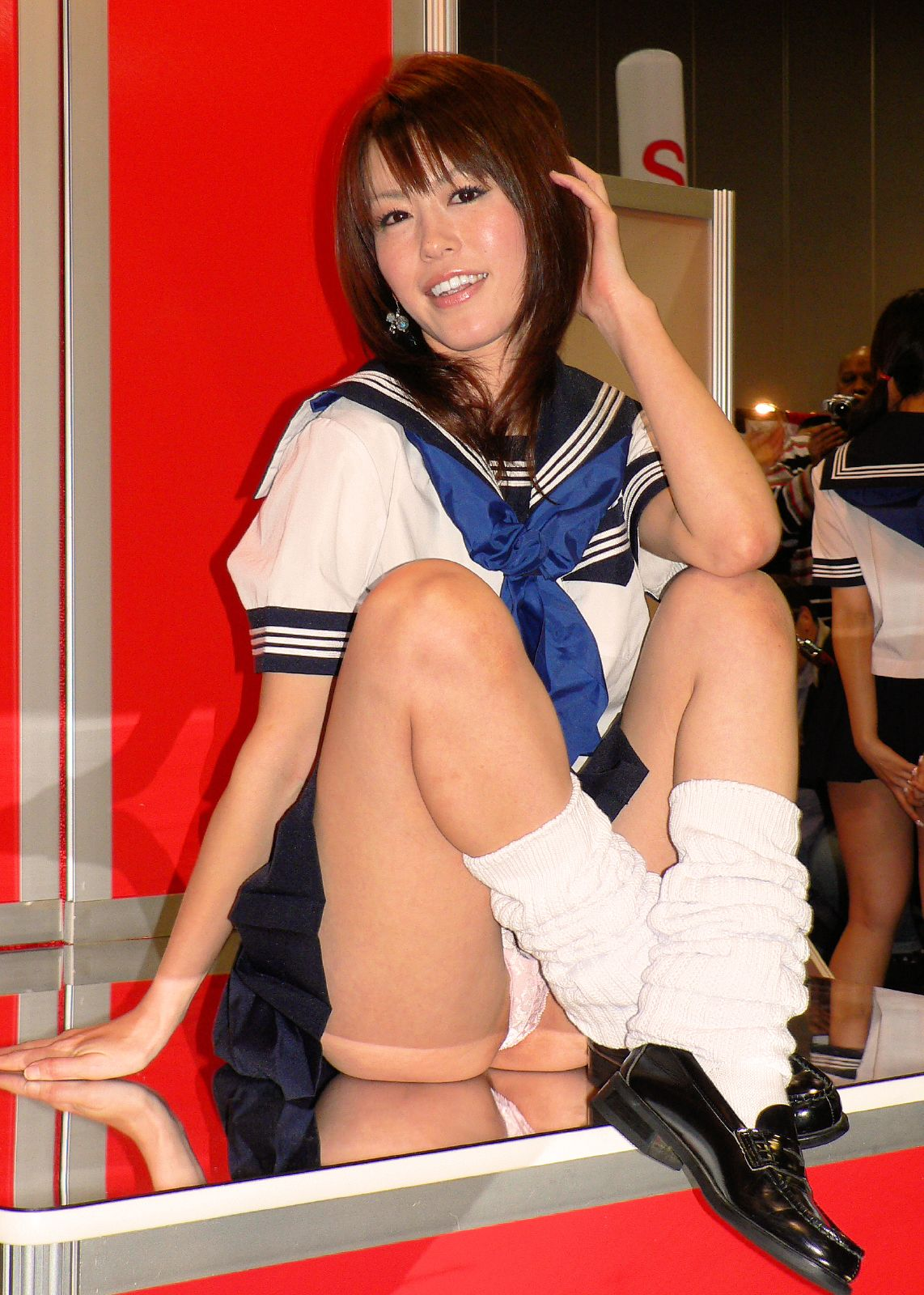

東京都出身。2005年頃にAVデビュー。痴女・レズ・凌辱などお姉さん系、人妻系のキカタン（企画単体）女優。一時期、毎週1 - 2本ペースで作品が出続けていた時期があった。
アナウンサーや看護師経験者であるとの設定が多いが、実際のところは不明。小柄で細身。視力が良い。中出し、生挿入を解禁している。アメリカ合衆国配信の無修正作品で人気を得て、実質単体作品にも出演した。

## 作品

### アダルトビデオ
2005年

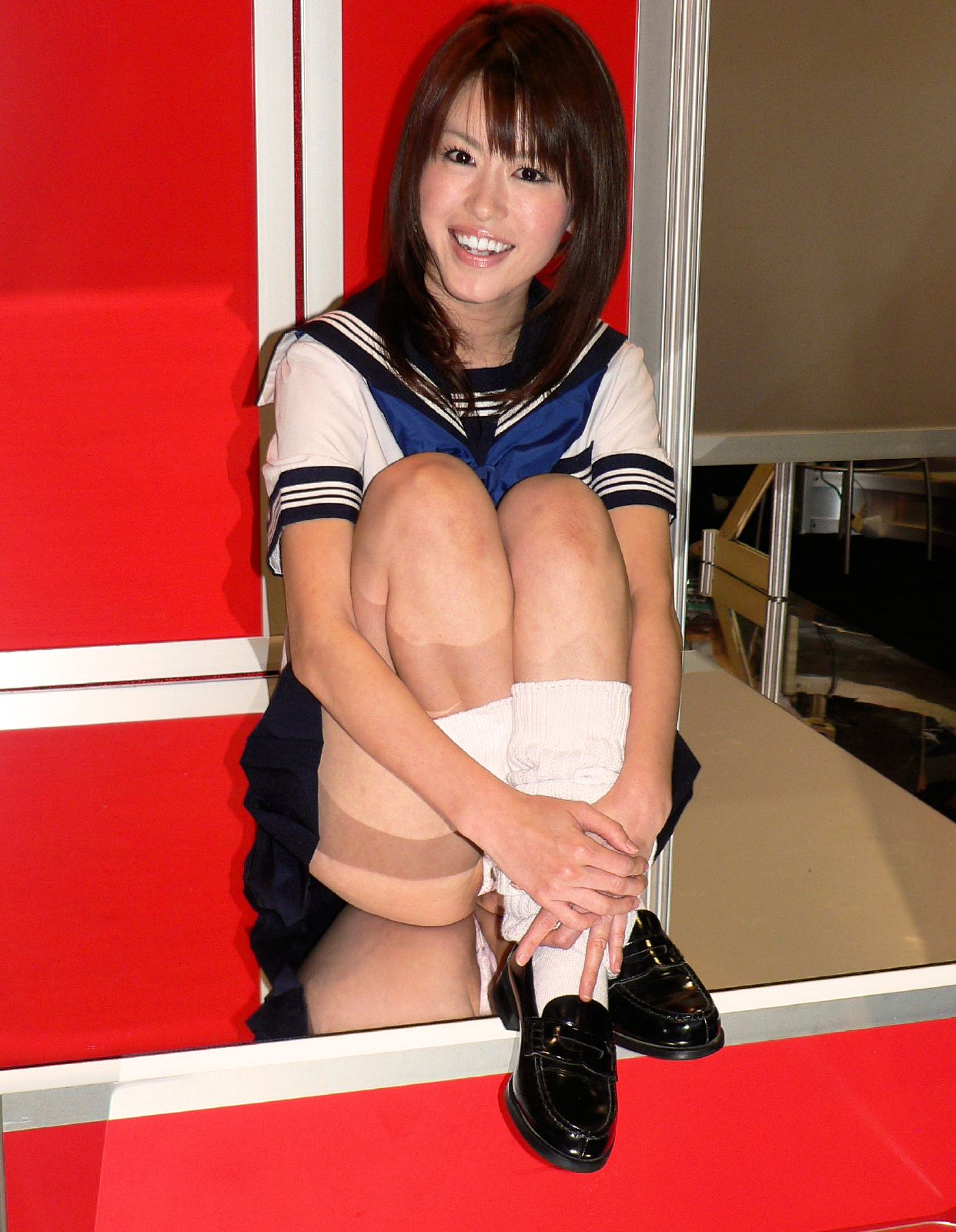
セーラー服で体育座りをする姫野愛

- エロビュアデビュー初脱ぎプレイ part.5 （アウダースジャパン） ※デビュー作
- 若妻の恥じらい 摩耶 23歳（2月25日、カルチャークラブ）
- 姉の濡唇 姫野愛 24歳（4月9日、カルチャークラブ）
- コノミ×アイ（5月6日、桃太郎映像出版）
- 水着潮吹き女教師（6月1日、GLAY'z）オムニバス作品
- 痴女覚醒 M男嬲りのお姉さん vol.6（6月10日、U&K）
- HIGH TENSION LESBIAN AI＆AMI（8月6日、AMCD）
- 人妻解放区 #023 ご奉仕妻殿方癒しの巻 姫野愛 25才（8月11日、ガッツ）
- 人妻哀願物語 7 愛さん、再び…編 姫野愛 27歳（9月17日、人妻哀願物語）
- 現役ナース中出し留学 岩本あい 23歳（9月20日、全国女子留学書房 海外中出し事業部） ※岩本あいとして出演
- 人妻百花繚乱 5（10月12日、プレステージ）
- 好奇心旺盛な女子校生集団痴女の担任教師になってHな質問責めされてみませんか?（10月21日、アリスJAPAN（ジャパンホームビデオ））
- 人妻ナースの淫靡な看護 姫野愛（11月9日、グローバルメディアエンタテインメント）
- 素人モデル極エロオーディション 3（11月11日、アリスJAPAN）オムニバス作品
- CELEB CLUB Vol.2（11月13日、HAMEX（ハメックス））※西沢さゆりとして出演
- セレブ中出し 姫野愛（12月28日、BB）

2006年
- 人気女優の過激裏ビデオ 「姫野愛」ちゃんが淫乱爆発イキまくりのヤリまくり!!（1月11日、モザイク無しビデオ）
- 救性痴女病棟2（2月1日、アイデアポケット）
- HIGH SCHOOL FUCK（2月1日、アイデアポケット）
- 恥ずかしいコト。Rebirth（2月3日、アウダースジャパン）
- PORNOGRAPH 08（2月4日、グラフィス）
- 浮気録画 【公開不倫ナマ素材】姫野愛（25）（2月10日、ドリームチケット）
- 我慢できない若妻たち 1 ヒメノ（2月14日、若葉屋）
- 素人ゴム無し受精 No.25 あい（2月21日、妄想学園）
- 新宿で録画されたビデオ 現役歯科衛生士の素人お姉さん 姫野愛（2月28日、コージィ）
- チンポを見たがる女たち 21 素人娘がチンポに釘付け編（3月1日、MOODYZ）
- 主婦援交（3月13日、カルマ）
- 中出し専用美人OL あい（3月24日、制服公社）
- 昔、クラスで一番モテた女とラブラブする 姫野愛（3月25日、しのだプロジェクト）
- 美尻天使 姫野愛（3月27日、実録出版）
- 雌女anthology #031「女の口は嘘をつく。」（4月28日、アウダースジャパン）
- しろーとえろんちゅ みな 19さい（4月28日、MOON ARK） ※みなとして出演。
- エロカワ人妻 E-CELEB アゲアゲコンパ ～姫野愛と2人の素人妻～（5月2日、GLAY'z）
- PORNOGRAPH 11（5月6日、ハマジム）…※MIKIとして出演。
- 手コキエンジェル ～手コキされまくった恥ずかしい僕の人生～（5月18日、SODクリエイト）
- しろーとSTREET VOL.7 あい（5月25日、CLUB）
- 若妻の戯れ No.02（5月26日、エチュード）
- 女子大生裏アルバイト 5（5月26日、十手屋）
- 僕、専用。［Z］16 キミは僕の専属ペット。（6月9日、ゴーゴーズ）
- 素人 本生ビデオ VOL.7 21歳フリーター あや（6月10日、マンダリン） ※あやとして出演
- 若妻不倫日記 其の一 姫野愛（6月21日、コージィ）
- 淫乱痴女ナース20人病棟（7月6日、ディープス）
- 下着メーカーに転職したらモテた パート2（7月6日、V&Rプロダクツ）
- 恥じらい少女 8 （姫野愛）（7月8日、 シークレット）
- CG合成超露出 街中でSEX!（7月19日、クロス）
- 「電マ大スキ!」 女子高生（7月24日、RED HOT）オムニバス作品
- 姫野愛の初めての真正中出し（7月29日、モブスターズ）
- 癒らし。VOL.20（8月4日、アウダースジャパン）
- 理想の病院紹介します!パート3（8月4日、 V&Rプロダクツ）
- 姫●愛のモザイク無しビデオ（8月6日、 モザイク無しビデオ）
- ヴァージンレズ 14 まみ&あい（8月11日、U&K）
- 合コン大乱交（8月13日、MOODYZ）
- Ero Celebrity 姫野愛（8月17日、タカラ映像）
- Age 24歳（8月19日、クロス）オムニバス作品
- 新酔娘伝 第四章（8月19日、桃太郎映像出版）オムニバス作品
- 僕が本当に見たかった姫野愛（8月25日、しのだプロジェクト）
- もっとアソコをほじくって… ＜若妻編＞（8月31日、シャイ企画）
- 会員制人妻高級ソープ スリーローテーション専門店（9月8日、GLAY'z）
- 女の子なのにスペルマ発射!ペニバン・レディース!（9月19日、クロス）
- CELEB VOL.4 ［セレブ名古屋］ 愛さん 29歳（9月15日、 gain）
- ダブル痴女 男が欲しくて溜まらない女達 6（9月15日、 U&K）
- 中にどぴゅっとね! 姫野愛（9月21日、 V&Rプロダクツ）
- ツンデレ女子大生中出し 東京・ツンデレ女 姫野愛（9月22日、aini(ピエロ））
- SM交尾・熱く激しく愛して 姫野愛（9月25日、OPERA［オペラ］）
- 変態マゾナース 姫野愛（9月28日、Firsst Revolution）
- HC 人妻ハードコア 姫野愛（9月30日、gain）
- 催眠 赤 DXIII ～TSmc編～（10月5日、アウダースジャパン）
- 催眠 赤 DXIII ～ドキュメント編～（10月5日、アウダースジャパン）
- 催眠 赤 DXIII ～スーパーコンプリート編～（10月5日、アウダースジャパン）
- 快楽白書 姫野愛（10月6日、実録出版）
- 一夜妻 ～ひとよづま～ 姫野愛（10月19日、プラウド）
- 代官山スタイル集団痴女（10月19日、クロス）
- 純愛レズビアン 2（10月20日、aini（ピエロ））
- スケベ奴隷 2 ザーメン漬けマン射（10月25日、OPERA［オペラ］）
- 痴女の唇と挑発淫語と接吻 姫野愛（11月1日、ワンズファクトリー）
- 解禁 3人の人妻に中出し（11月1日、チーム川崎）オムニバス作品
- 禁断フェティッシュレズビアン【限定版】（11月3日、アウダースジャパン）
- DOKIレズ4（11月3日、アウダースジャパン）
- 痴女ドリームマッチ（11月4日、V&Rプロダクツ）
- 痴女サミット 2（11月4日、アキノリ）
- 美脚×ローライズ短パン×露出デート 姫野愛（11月13日、マルクス兄弟）
- 女教師 中出し20連発 姫野愛（11月16日、アイエナジー）
- 激カワイイ!!娘たちの裏アルバイト あい（11月18日、ハローワークス）
- 無限中出し 姫野愛（12月1日、MOODYZ）
- GAL CIR（12月1日、アイデアポケット）
- 催眠 赤 DX IV W IMPACT～Wmc編～（12月1日、アウダースジャパン）
- 催眠 赤 DX IV W IMPACT～ドキュメント編～（12月1日、アウダースジャパン）
- 催眠 赤 DX IV W IMPACT～スーパーコンプリート編～（12月1日、アウダースジャパン）
- 契約書はきちんと読みましょう 姫野愛（12月7日、タカラ映像）
- 女医 中出し20連発 姫野愛（12月7日、アイエナジー）
- 6周年記念作品 No.1美女軍団 銀行強盗事件 中出し50連発（12月7日、アイエナジー）
- レズサミット 2（12月7日、アキノリ）
- 絶対中出し出来る痴女クリニック 姫野愛（12月13日、マルクス兄弟）
- ゴージャスネイルの極上ギャル☆ ビューティー手コキエステ（12月21日、ディープス）

2007年
- ザーメン中出し凌辱銀行員 姫野愛（1月1日、ワンズファクトリー）
- エロい女 中出し20連発 姫野愛（1月5日、アイエナジー）
- 手コキクリニック 8（1月5日、SODクリエイト）
- 極めるオナニー姫野愛（1月13日、カルマ）
- THE 痴女家庭教師 6（1月19日、メディアバンク）
- 脱ぎたてホカホカ生パンティーでイカされ2時間。（1月19日、クロス）
- 職権乱用 1（1月26日、U&K）
- 姫野愛を拘束電マ痙攣潮吹き連続アクメ中出し（2月13日、カルマ）
- 鬼達磨（2月22日、アイエナジー）
- 新・戦争悲話Ⅲ 緊縛陵辱拷問（2月22日、ヒビノ）
- ダッチワイフ妻 ◆私の淫乱妻を可愛がって下さい◆ 7（2月23日、グローリークエスト）
- 超最高級 性感 中出し20連発（3月8日、アイエナジー）
- 強制レイプマニアックス 11（3月16日、メディアバンク）
- 人妻デリヘル嬢はこう口説け!!（3月20日、ネクストイレブン）
- スーパーデジタルモザイク キワキワ 姫野愛（3月25日、しのだプロジェクト）
- 輪姦生中出し20連発 姫野愛（4月1日、ワンズファクトリー）
- 手先が器用な職業のお姉さん対抗!チンポ搾りヌキ手コキコロシアム!（4月5日、ディープス）
- 中出し、乱交、ハードコア。 姫野愛 鈴房ありさ（4月7日、プレミアム）
- 痴女学園 2（4月15日、イマージュ）
- 手コキクリニック（4月19日、SODクリエイト）
- 麻薬捜査官 ヤク漬け 膣痙攣（4月19日、アイエナジー）
- 極嬢 姫野愛（4月25日、YeLLOW）
- 男子便所逆痴漢（5月1日、V （ヴィ））
- 癒らし。-大人の恋愛 SPECIAL版（5月3日、アウダースジャパン）※AV OPEN 2007 エントリー作品
- 姫野愛、初パイパン。（5月7日、プレミアム）
- 裏・手コキクリニック ～完全版～ 性交クリニック（5月17日、SODクリエイト）
- オネギャル 中出し20連発 姫野愛（5月17日、アイエナジー）
- キモメンにイカされる姫野愛（5月17日、アキノリ）
- 100％真正中出し6連射! 姫野愛（5月19日、みるきぃぷりん♪）
- 兄貴の嫁さんが痴女でチンポ好きの変態だったんです。（6月13日、マルクス兄弟）
- パイパン娘。4 パイパン大運動会（6月13日、カルマ）
- ロリコン看護婦 少女セクハラ淫行看病（6月19日、クロス）
- 極上 口淫 VOICE（6月21日、アイエナジー）
- 夢の超高級おもてなしハーレムホテル 完全版（6月22日、おかず。（ケイ・エム・プロデュース））
- AV女優の美熟女･お姉さんが素人くんとエッチなこと!（6月25日、P☆MAX）
- VS 姫野愛（6月29日、メディアバンク）
- 集団電マ責め無限イカせ中出しFUCK 姫野愛（7月1日、ワンズファクトリー）
- 手コキクリニック 全国看護師大集合スペシャル（7月5日、SODクリエイト）
- 禁断淫欲病棟（7月5日、アウダースジャパン）
- DOKIレズ 12（7月5日、アウダースジャパン）
- 中出しFUCK 21連発 女教師（7月13日、カルマ）
- 回春エステ倶楽部（7月13日、アロマ企画）
- 悪徳AV制作会社秘密兵器導入「カワイク撮るからちょっとヤラせてくてない?」（7月13日、メディアバンク）
- 姫野愛のかんなりハード（7月27日、メディアバンク）
- 性交クリニック 2（8月5日、SODクリエイト）
- 超プレミアム美少女 京野明日香LADY初デビュー!（8月16日、LADY×LADY）
- レズビアンラブ 1（8月19日、スタイルアート）
- ラブレズ +1 姫野愛×瀬咲るな（8月19日、みるきぃぷりん♪）
- 本当にあった生保レディーの訪悶犯売 4（8月25日、TMクリエイト）
- 全編フルデジタルモザイク W痴女ナース（9月6日、SODクリエイト）
- 真性中出しだらけの集団受精大乱交（9月13日、MOODYZ）
- W浣腸アドレナリン爆破（9月19日、ドグマ）
- スパルタレズビアン女子少年院（9月19日、クロス）
- 腰振り腰くねピストン騎乗位 01（9月19日、BRAVO）
- 姫野愛 本気 絶頂（9月25日、しのだプロジェクト）
- レズ×ローション×艶女（9月25日、ジャネス）
- となりの美人妻 第3章（10月13日、隼エージェンシー）
- フェラコレ2007秋SP（10月13日、隼エージェンシー）
- W連続真正中出し 姫野愛×瀬咲るな（10月19日、みるきぃぷりん♪）
- 表裏変態ツンデレ時々マゾヒスト 寧々（10月19日、クロス）
- 中出しされた女教師たち 2（10月19日、BRAVO）
- 背後から手コキさらには乳首まで…（10月19日、BRAVO）
- 人妻の淫らな告白 2 いけない関係に溺れる3人の人妻たち（10月26日、Nadeshiko（なでしこ））
- COSTUME PLAY LESBIAN（11月7日 麒麟堂）
- 中出し生命保険新人セールスレディー（11月9日 ビッグモーカル）
- アオザイ娘しか見たくない! 4時間（11月9日、TMA）
- 催眠 赤 DX VII ～スーパーコンプリート編～（11月16日、アウダースジャパン）
- 催眠 赤 DX VII ～ドキュメント編～（11月16日、アウダースジャパン）
- 催眠 赤 DX VII ～フリーズmc編～（11月16日、アウダースジャパン）
- ふたなりパイパン女教師（11月19日、ドグマ）
- 全裸BOOT CAMP（11月30日、TMA）
- 悦縛の宴（12月1日、シネマジック）
- 真正中出しダブル痴女EX（12月1日、モブスターズ）※AVグランプリ2008 グランプリステージ エントリー作品
- オナニスト 第19章（12月8日、隼エージェンシー）
- DELI LES デリバリーレズビアン（12月28日 ビッグモーカル）

2008年
- たっぷり接吻ねっとりフェラチオがっつり騎乗位（1月19日 ドグマ）
- 本当にあった生保レディーの訪悶犯売 （秘）契約術2（2月25日、TMクリエイト）
- 浣腸エステクリニック（3月1日、V（ヴィ））※先生役にて出演
- 生中出しでしか感じない女たち 2（4月11日 TMA）

2010年
- オペラ5周年記念DVD24時間6枚組 （12月25日、オペラ）

### イメージビデオ
- 素人激エロシリーズ エロっ娘 あい（2006年3月16日、シャッフル）